# Kościół Świętego Zbawienia w Cetinie
Kościół Świętego Zbawienia (chorw. Crkva Svetog Spasa) – przedromański kościół położony we wsi Cetina, w gminie Civljane, u źródła rzeki Cetiny w Dalmatyńskiej Zagorze w Chorwacji. Zbudowany w IX wieku, jest jednym z najlepiej zachowanych i najważniejszych zabytków wczesnochorwackiej architektury sakralnej oraz jedynym kościołem z tego okresu w Chorwacji, który zachował swoją oryginalną, wysoką dzwonnicę.

## Historia
Kościół został zbudowany w IX wieku. Jego fundatorem był lokalny żupan Gastika (zwany też Gostiha). Wskazuje na to fragment inskrypcji znaleziony w kościele, który wymienia jego imię jako fundatora. Pierwotnie był to prywatny kościół możnowładcy, pełniący funkcję kaplicy grobowej dla jego rodziny. Wokół kościoła odkryto cmentarz z ponad 1100 grobami, datowanymi od IX do XV wieku, co świadczy o jego długim i nieprzerwanym użytkowaniu. W grobach tych znaleziono liczne artefakty, w tym biżuterię i broń.